# Cratenemertes amboinensis
Cratenemertes amboinensis är en djurart som tillhör fylumet slemmaskar, och som först beskrevs av Heinrich Bürger 1890.  Cratenemertes amboinensis ingår i släktet Cratenemertes och familjen Cratenemertidae. Inga underarter finns listade i Catalogue of Life.